# Ecuavóley

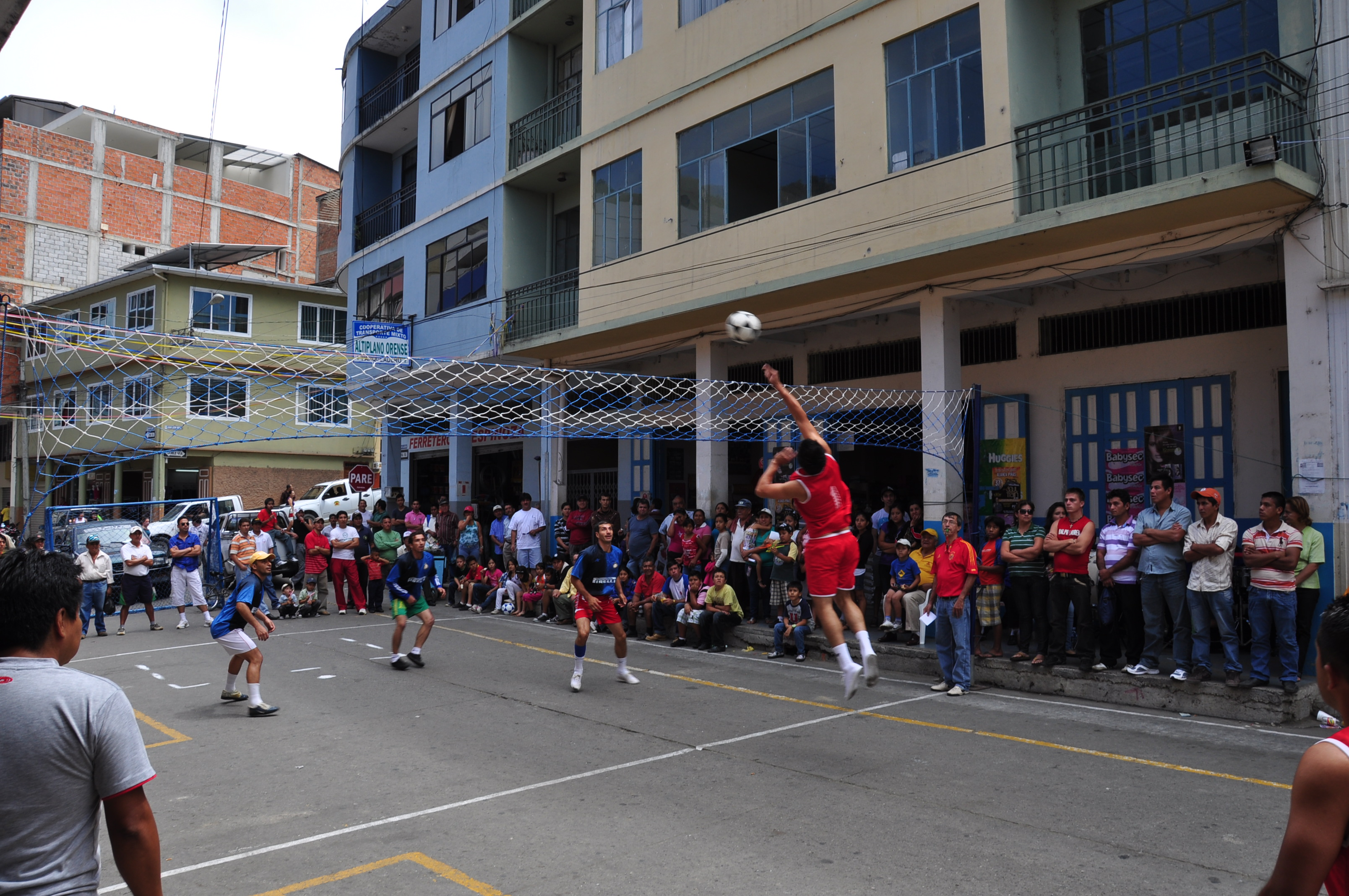
Ecuavóley.

O ecuavóley é uma variante do vôlei originária do Equador.
O começo desta variante é incerto, acredita-se que antes da chegada dos europeus este esporte já era praticado na região.
O primeiro torneio do esporte ocorreu no ano de 1958.

## Regras
- Cada equipe é formada por três jogadores
- É jogado com uma bola de futebol Mikasa ft-5
- A rede é mais alta e estreita com relação ao vôlei tradicional. Sua altura é de 2,85 m e tem uma largura de 60 cm.
- O campo contem as mesmas dimensões do vôlei tradicional: 18 x 9.
- É permitido manter a bola nas mãos por no máximo um segundo.
- Assim como no vôlei tradicional, não se pode invadir a quadra adversária, nem tocar na rede.